# Audio Two
Audio Two war ein US-amerikanisches Hip-Hop-Duo aus Brooklyn, New York City. Besondere Bekanntheit erlangte das Duo durch ihre Hit-Single Top Billin.

## Werdegang
Audio Two bestand aus den Brüdern Kirk Milk Dee Robinson und DJ Nat Gizmo Robinson. Ihre Debüt-Single Make it Funky erschien 1987, doch die B-Seite Top Billin war der eigentliche Hit und verhalf dem Duo zu schnellem Ruhm und insipierte viele Künstler in der Szene wie Stetasonic und Daddy-O. Das erste Album erschien ein Jahr später und ist nach einer Zeile aus Top Billin benannt. What More Can I Say? war ein Erfolg und festigte den Erfolg, die Singles starteten ebenfalls erfolgreich. Mit Aufkommen des Gangsta-Rap nahm der Erfolg wieder ab, nach Erscheinen ihres zweiten Albums I Don't Care: The Album im Jahre 1990, beide ausgekoppelten Singles erreichten nur mäßige Platzierungen. Unwissend der Weiterentwicklung und der verschwindenden Fanbasis, erschien das dritte Album nicht, auch wenn es bereits eine Katalognummer hatte. Aus diesem Grund löste sich das Duo auf.
Audio Two ebneten dafür den Weg von ihrer jüngeren Schwester MC Lyte, welche mit ihrer Hit-Single I Cram To Understand You (Sam) den ersten Platz in den Billboard-Charts erreichte. Sie coverte auf ihrem Album Seven & Seven 1998 die Hit-Single ihrer Brüder Top Billin. Milk veröffentlichte 1994 die Solo-EP Never Dated beim Label Rick Rubin’s American Recordings. Single Spam machte auf sich aufmerksam, weitere Tracks beinhalteten Duets mit dem Beastie Boy Adrock.
Im Jahre 2007 nahm Milk Dee einen Vers für ein Remix von I Get Money von 50 Cent auf, in dem er allen Künstlern dankte, die Top Billin gesampelt haben, dafür erhielt er großes Lob.

## Veröffentlichungen

### Alben
- What More Can I Say? (1987)
- I Don’t Care: The Album (1990)
- First Dead Indian (1992 geplant, aber nie veröffentlicht)

### Singles
- A Christmas Rhyme / Audio Two’s Jam (1986)
- Make it Funky / Top Billin’ (1987)
- Hickeys Around My Neck (1987)
- I Don’t Care (1988)
- Many Styles / The Questions (1988)
- Paquito el chocolatero (1989)
- I Get the Papers (1989)
- On the Road Again / Interlude One (1990)